# Stanovništvo svijeta
Svjetsko stanovništvo ili broj stanovnika svijeta predstavlja ukupan broj živih ljudi na Zemlji u određenom trenutku. Prema procjenama koje je objavio Ured SAD-a za popis stanovništva, stanovništvo Zemlje je doseglo broj od 7,92 milijardi.  
U skladu s takvim procjenama, ova brojka nastavlja rastom. 
Danas živi oko petina svih ljudi koji su ikada živjeli. Prema nekim procjenama, danas u svijetu ima milijarda ljudi između 15 i 24 godine starosti.

## Povijest
Značajan utjecaj na rast stanovništva imalo je uvođenje krumpira iz Amerike u Europu i Aziju. U Flandriji, između 1693. i 1791. godine potrošnja žita je pala sa 758 na 475 grama po stanovniku, jer je uveden krumpir. To je značilo da je krumpir nadomjestio oko 40% žitne potrošnje Flandrije. Svega akar i pol zemljišta bio je dovoljan za prehranjivanje srednje obitelji ako se zemlju zasadilo krumpirom. S revolucionarnim usjevom, stanovništvo Irske se za manje od jednog stoljeća povećalo s 3 200 000 godine 1754. na 8 200 000 1845. godine. Dodatno tomu, tijekom istog stoljeća 1 750 000 Iraca je napustilo Irsku i otišlo u Novi svijet. Dakle, u prvom stoljeću nakon što je uveden krumpir, populacija Irske se efektivno utrostručila. Onda kada je krumpir napala snijet, tisuće Iraca je umrlo od gladi ili iselilo, jer bez krumpira Irska nije mogla podupirati toliku populaciju.
Između 1650. i 1950. stanovništvo Europe popelo se od nešto iznad 100 000 000 na gotovo 600 000 000, šesterostruko. Godine 1650. populacija Afrike je vjerojatno bila brojčano ista kao populacija Europe, međutim, afrička populacija se samo udvostručila, od 100 000 000 na 198 000 000 godine 1950. Taj relativno sporiji rast odražava sporije uvođenje američkih prehrambenih usjeva, kao i zbog depopulacije prouzročene trgovinom robljem i dekolonizacijom. Azijska populacija nije se tako brzo povećala poput europske, ali je rasla brže od afričke. Azija je u ista tri stoljeća otišla s 327 000 000 na 1 300 000 000. Sve u svemu, Stari svijet Europe, Azije i Afrike povećao je svoje stanovništvo s otprilike 500 000 000 ljudi na preko 2 000 000 000. Dodatno tome, deseci milijuna ljudi napustili su Aziju, Afriku i Europu kako bi živjeli u Americi kao kolonisti ili robovi.
Na svjetskoj pozornici, ukupna populacija 1750. godine bila je procijenjena na 750 000 000. Ona je dosegla jednu milijardu 1830., dvije milijarde 1930. i četiri milijarde 1975. godine.

## Vanjske poveznice
- (engl.) World Population Prospects  Arhivirana inačica izvorne stranice od 21. ožujka 2007. (Wayback Machine)
- (engl.) Procjena stanovništva po godinama od 10,000 pr. Kr. do 2007.  Arhivirana inačica izvorne stranice od 29. prosinca 2010. (Wayback Machine)
- (engl.) World Population
- (engl.) The Population Project
- (fr.) World Population Clock (2005). WorldPopClock.com - World population clock  Arhivirana inačica izvorne stranice od 10. veljače 2011. (Wayback Machine).